# Cité des morts (Le Caire)
La Cité des morts, ou nécropole du Caire (en arabe : القرافة, romanisé en : al-Qarafa ; prononcé localement : al-'arafa), est un quartier funéraire de la capitale égyptienne. Créée au VIIe siècle, il s'agit de la plus grande et ancienne nécropole du Moyen-Orient.

## Histoire

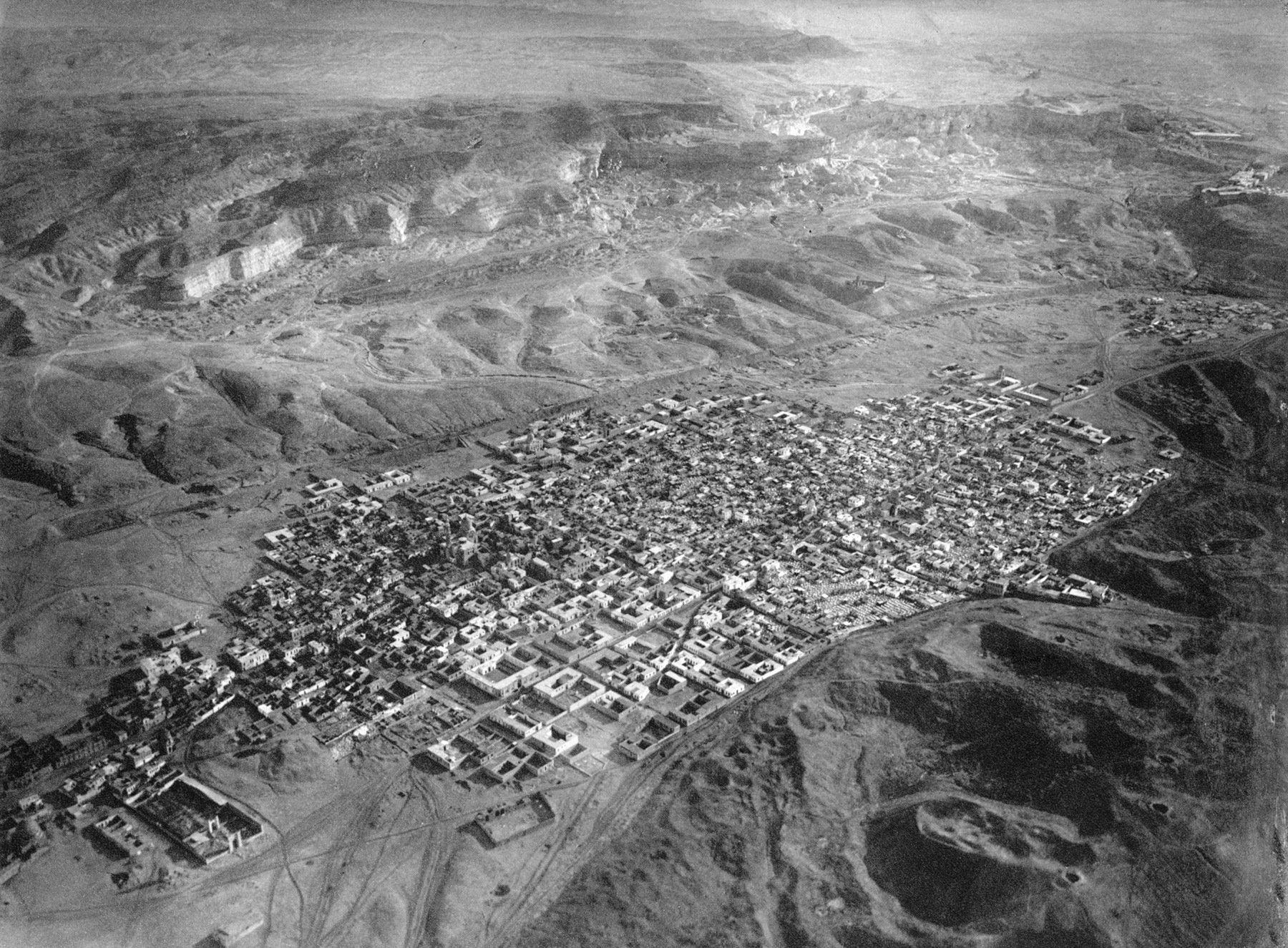
La Cité des morts en 1904.

### Description et histoire
Il s'agit d'un quartier à part entière, qui se distingue par la présence de nombreuses personnes qui habitent entre les sépultures. Vivant dans des maisonnettes dotées de jardins individuels, elles sont payées pour les entretenir ou occupent une activité propre (notamment l'artisanat). Les foyers sont reliés à l'électricité et à l'eau, disposant par ailleurs d'un centre sanitaire et d'une poste,.
Dès la création du cimetière, des monarques ont en effet érigé près des tombes écoles, auberges ou encore organismes de bienfaisance. Des soufis y résidaient plusieurs mois, de même que le sultan.
Au XXe siècle s'y installent des populations pauvres issues des campagnes, qui deviennent gardiennes des sépultures. La population de la Cité des morts augmente, jusqu'à constituer de nos jours 1,5 million d'habitants, soit un habitant du Caire sur dix selon les statistiques de 2017. Compte tenu de la pression démographique et foncière dans la capitale, ce quartier funéraire de banlieue est encore de nos jours une alternative pour les gens modestes, notamment grâce à certaines aménités (luminosité, espace) et ce malgré une criminalité en hausse.
De nombreuses personnalités sont enterrées à la Cité des morts, par exemple les journalistes et intellectuels Rose El Youssef et Ihssan Abdel Koudouss. On compte quelques dizaines d'enterrements par jour, alors que travaillent dans la cité environ 300 fossoyeurs.

### Projet polémique
Au début des années 2020 naît une polémique, alors que le régime du président Abdel Fattah al-Sissi décide la destruction de tombes (200 déjà en avril 2021) pour permettre la construction d'un pont autoroutier depuis les banlieues résidentielles du Caire vers la nouvelle capitale administrative du pays, située à 45 km, dans le désert. Faisant partie du « Caire historique », les lieux sont pourtant classés au patrimoine mondial par l'UNESCO depuis 1979, chose confirmée par la loi égyptienne en 2008, « qui interdit toute démolition et construction de voies routières dans cette "zone protégée", sans accord de l'Organisme national en charge de l'harmonie urbaine » note Le Figaro Magazine. Cet organisme a refusé le projet deux fois, en 2014 et en 2016, dénonce la professeure d'urbanisme Galila el-Kadi, laquelle a créé une pétition numérique. Début 2021, alors que « des centaines d'architectes, historiens et citoyens égyptiens » critiquent le projet, l'UNESCO envoie une mission afin d'évaluer les dégâts et de statuer sur le devenir du site (le placer « en danger », voire le déclasser). Étant déclaré « national », le projet passe au-dessus des lois ordinaires égyptiennes. Il s'étend même au-delà des routes, un marché aux puces ayant été détruit à partir de l'automne 2020.
Chargé de l'art islamique au sein du ministère du Tourisme et des Antiquités, Osama Talaat tempère : « Quelques édifices modernes ont été touchés à l'extrémité nord du cimetière, mais le gouvernement n'a détruit aucun monument classé historique et a même des programmes de préservation de palais et mosquées dans cette zone ». Il considère par ailleurs que le projet routier va désengorger certains quartiers.
Les contre-projets d'experts visant à rendre la voie souterraine, passant sous la Cité des morts, n'ont pas été retenus.
Le programme d'al-Sissi n'est pas nouveau et fait écho à un autre datant d'avant la révolution de 2011. En effet, le Premier ministre d'Al-Sissi Moustafa Madbouli était chargé sous la présidence d'Hosni Moubarak du projet « Grand Caire 2050 ». Il s'agissait, selon ses détracteurs, de repousser les populations pauvres à l'extérieur de la ville, et de destiner les espaces urbains nouvellement délaissés à des activités touristiques.
Le devenir des locaux forcés de quitter la Cité des morts fait débat, tout comme l'altération de l'atmosphère historique de la nécropole causée par les travaux et la démolition de tombes anciennes. Un critique du projet, qui avait filmé et diffusé sur les réseaux sociaux la destruction de sa maison, fut torturé en prison durant plusieurs mois.
Lorsque les familles des défunts peuvent migrer, elles réenterrent leur aïeul ailleurs. Certains monuments funéraires sont néanmoins réellement protégés par les travaux, comme la tombe du sultan Qânsûh, dotée d'un dôme recouvert de calligraphies, mais près de laquelle une artère passera bientôt, dans un quartier jusque là préservé de ce genre de circulation. Le régime d'al-Sissi multiplie en effet les projets d'infrastructures routières et de villes nouvelles, selon ses opposants par mimétisme avec la société américaine, comme le dénonce l'architecte Ahmed Mansor : « On assiste en réalité à une "égyptianisation" du rêve américain où tout le monde doit avoir une voiture, aller habiter en banlieue et se divertir au centre commercial ».